# Isabelle Vasseur
Pour les articles homonymes, voir Vasseur.
Isabelle Vasseur est une femme politique française, née le 10 avril 1959 à Nancy (Meurthe-et-Moselle). Membre de l'Union pour un mouvement populaire, elle est députée de la 5e circonscription de l'Aisne de 2007 à 2012.

## Biographie

### Vie professionnelle
Infirmière de formation, Isabelle Vasseur s'engage dans l'action humanitaire en Asie auprès des enfants. Depuis 1996, elle est administrateur de l'association « Rizière, aide à l'enfance en Asie ». Présidente de cette association en 2000 et 2001, elle effectue cinq missions de formation de personnel soignant à l’hôpital de Hội An (Viet-Nam). 

### Engagement local
Issue de la famille gaulliste, elle intègre l'UMP dès sa création, en 2002. 
Son engagement politique remonte à 1995, premier mandat, celui de conseillère municipale de Ronchères, village axonais d'une centaine d'habitants. Elle devient maire de cette même commune à l'occasion des élections municipales de mars 2008. Entre-temps, elle est élue maire-adjoint en 2001, puis vice-présidente de la Communauté de communes du Tardenois, chargée des commissions environnement et petite enfance.
C'est surtout en 2004 qu'Isabelle Vasseur remporte une élection remarquée : elle succède en tant que conseiller général du canton de Fère-en-Tardenois à Jacques Hurmane, conseiller général PCF. Ce dernier était réélu sans interruption depuis 1978. Isabelle Vasseur remporte ainsi un bastion communiste, alors que partout ailleurs, les résultats de l'UMP étaient en chute.

### Députée (2007-2012)
Elle est élue députée le 17 juin 2007, pour la XIIIe législature (2007-2012), dans la 5e circonscription de l'Aisne en battant, au deuxième tour, Dominique Jourdain, alors maire de Château-Thierry (PS), avec 53,96 % des suffrages. Elle succède ainsi à Daniel Gard (UMP), suppléant de Renaud Dutreil, qui ne se représentait pas. 
Isabelle Vasseur est Vice-Présidente du Groupe UMP à l'Assemblée Nationale depuis juin 2008, réélue en juin 2009. Elle est l'une des signataires de la proposition controversée de loi sur les violences en bande.
Candidate à sa succession en 2012, elle est battue au second tour avec 36,70 % des suffrages dans une triangulaire face au député élu Jacques Krabal avec 42,79 % des suffrages tandis que l'autre candidat, Franck Briffaut, conseiller municipal FN de Villers-Cotterêts recueille 21,09 % des suffrages. 

### Après la députation
En avril 2013, elle annonce son intention de se présenter aux élections municipales à Villers-Cotterêts. Elle est deuxième de la liste divers droite « Notre engagement votre avenir » conduite par Yves Richard. Réunissant 13,42 % des voix, la liste est distancée par une autre liste de droite (13,61 %) et choisit de ne pas se maintenir au second tour après un échec de fusion.
Elle est candidate aux élections départementales de 2015 dans le canton de Villers-Cotterêts, en binôme avec André Rigaud. Au premier tour, le binôme UMP finit deuxième avec 23 % des voix, derrière le maire FN de Villers-Cotterêts Franck Briffaut et Martine Pigoni (44,8 %). Ils sont battus au second tour avec 48,1 % des suffrages contre 51,9 % au duo frontiste,. Elle ne détient alors plus aucun mandat électif.

## Mandats
- Députée de la 5e circonscription de l'Aisne (du 20 juin 2007 au 19 juin 2012), vice-présidente du groupe UMP à l'Assemblée nationale ;
- conseillère générale de l'Aisne, élue du canton de Fère-en-Tardenois (du 28 mars 2004 au 29 mars 2015) ;
- Adjointe au maire de Ronchères (du 11 juin 1995 au 18 mars 2001) puis maire de la commune (du 16 mars 2008 au 30 mars 2014) ;
- Vice-présidente de la Communauté de communes du Tardenois (CCT) (du 1er avril 2001 au 16 mars 2008).

### Source
- Le Monde des 12 et 19 juin 2007